# Hokej v Sloveniji
Hokej je v Sloveniji tradicionalno eden od pomembnejših in odmevnejših športov. Obstajata dva močna hokejska centra v Ljubljani s klubom HDD Tilia Olimpija in na Jesenicah s klubom HK Acroni Jesenice, ob tem pa še več manjših centrov, na Bledu, v Kranju, Zalogu in Mariboru, včasih pa še v Celju, Velenju in Kranjski Gori. Jesenice in Olimpija sta bila najuspešnejša kluba v jugoslovanski ligi, ki je bila ustanovljena leta 1937, od 1991/92 pa se tudi izmenjujeta na vrhu slovenske lige. 
Jugoslovanska reprezentanca, v kateri so prevladovali slovenski hokejisti, je večinoma igrala v skupinah B in C svetovnega hokeja, med tem ko se slovenska reprezentanca, kljub razmeroma majhen naboru hokejistov in le šestim pokritim hokejskim dvoranam, večinoma seli med elitno skupino in divizijo B oziroma D1. V Mednarodni hokejski hram slavnih sta bila sprejeta dva slovenska hokejista, Ernest Aljančič starejši in Rudi Hiti, v zadnjih pa velja za najboljšega slovenskega hokejista Anže Kopitar, ki kot prvi Slovenec tudi igra v ligi NHL za Los Angeles Kingse. Kot drugi slovenski hokejist je leta 2010 v ligi NHL za Detroit Red Wingse zaigral Jan Muršak.

## Zgodovina hokeja na Slovenskem

### Klubski hokej

#### Jugoslovanska liga
»Mladi divjaki so se podili križem po vsem drsališču ter preskakovali celo ograde. Ker so pri tem početju podirali otroke in starejše promenadne drsalce, so prihajale na upravni odbor SK Ilirije mnoge, povsem upravičene pritožbe. Po dolgem razglabljanju, kako rešiti ta problem, se je rodila končno naslednja zamisel: tem divjakom, perfektnim drsalcem, bomo preskrbeli hokejsko opremo in jim bomo v odrejenih jutranjih in večernih urah naložili tako izdaten trening, da bosta poslej zavladala na drsališču potreben red in mir.«

Viktor Vodišek o začetkih hokeja.
Pri SK Ilrija so leta 1929 kot prvi v Jugoslaviji začeli organizirano igrati hokej po kanadskih pravilih, prvo hokejsko opremo sta v Ljubljano z Dunaja prinesla Stanko Bloudek in Viktor Vodišek, hokejsko drsališče pa je bilo zgrajeno pod Cekinovim gradom na teniških igriščih Ilirije. Ker niso imeli nasprotnika, so si ga organizirali sami v Kamniku in z njimi je SK Ilrija 7. februarja 1932 odigrala prvo hokejsko tekmo v Jugoslaviji, na kateri je SK Ilrija zmagala z rezultatom 15:1. Tekma je bila pripravljalna za premiero pred domačim občinstvom. SK Ilrija je namreč 21. februarja 1932 odigrala prvo, tudi mednarodno, tekmo slovenskega kluba proti avstrijskemu klubu KAC iz Celovca, ki je pred tisoč gledalci zmagal z 1:12. Leta 1934 je Ilirija odigrala prvo tekmo na tujem, v Bukarešti jo je premagala romunska reprezentanca. Istega leta je bil na Bledu prirejen prvi pomembnejši jugoslovanski mednarodni hokejski turnir, ki so se ga udeležili klubi SK Ilirija, WEV iz Dunaja, VSV iz Beljaka in FTC iz Budimpešte, SK Ilirija pa se je udeleževala tudi hokejskih turnirjev v tujini.
Leta 1937 je ustanovljena Jugoslovanska zveza za drsanje in hokej na ledu (JZDHL), ki je za prvaka v sezonah 1937 in 1938 razglasila SK Ilrijo kot edini pravi jugoslovanski hokejski klub. Leta 1939 je bilo odigrano prvo Jugoslovansko hokejsko prvenstvo v Ljubljani, kjer je SK Ilirija osvojila naslov prvaka v konkurenci še treh zagrebških hokejskih klubov (ZKD, HAŠK, Marathon), uspeh je proti istim nasprotnikom ponovila tudi naslednje leto v Zagrebu ter tretjič zapored še leta 1941, tokrat zopet v Ljubljani, nasprotnika pa subotiški Palić in Varadžinsko ŠD. SK Ilirija je tako osvojila do izbruha druge svetovne vojne, od katerega klub ni več nikoli igral pod tem imenom, pet naslovov oz. tri dejansko na ledu.
V sezoni 1940/41 so gornjesavski hokejski navdušenci sestavili prvo moštvo, kar štejemo za začetek hokeja na Jesenicah. Prvo drsališče je bilo urejeno na mestu, kjer je danes nogometno igrišče in tam so začeli prvi jeseniški igralci sestavljati svojo ekipo. Uradno je klub nastal leta 1948, ko so v okviru športnega društva "Jože Gregorčič" ustanovili Hokejsko drsalno sekcijo. Prvič je ekipa nastopila na uradnem tekmovanju še isto leto. Na pokalnem turnirju v Celju so v konkurenci ekip iz Maribora, Brežic in Celja zasedli prvo mesto. Prvo uradno tekmo na Jesenicah so hokejisti odigrali 29. januarja 1949. Zaradi dobrih uspehov kluba se je vodstvo ob pomoči jeseniške Železarne odločilo za gradnjo novega športnega objekta z umetno ledeno ploskvijo, ki so ga začeli graditi v začetku petdesetih let 20. stoletja. Leta 1954 je bil objekt dokončan in je postal prvi športni objekt s prvo pravo ledeno ploskvijo v Jugoslaviji, ki je bila tudi opremljena z električno razsvetljavo.
Po drugi svetovni vojni so prvih deset naslovov jugoslovanskega prvaka osvojili srbski in hrvaški klubi, v sezoni 1956/57 pa je svoj prvi naslov osvojil klub HK Jesenice in ga zadržali petnajst zaporednih sezon, v sezoni 1971/72 pa je svoj prvi naslov po več kot tridesetih letih osvojila Olimpija. Slovenska kluba sta se nato na mestu jugoslovanskega državnega prvaka izmenjevala vse do sezone 1985/86, ko je naslov prvaka osvojil klub HK Partizan Beograd pod vodstvom slovenskega trenerja Pavleta Kavčiča, ki je v klub pripeljal več slovenskih hokejistov. Po še dveh naslovih HK Jesenice pa je zadnja tri jugoslovanska prvenstva osvojil KHL Medveščak, ki je bil prav tako okrepljen z večjim številom slovenskih hokejistov.

#### Slovenska liga
Novoustanovljena slovenska liga se je začela s tremi zaporednimi naslovi HK Jesenice, ki so v vseh treh sezonah tesno premagali Olimpijo s finalu s 4:3 v zmagah. Temu je sledilo deset zaporednih naslovov Olimpije, ki so jih prekinile HK Jesenice z osvojitvijo naslova v sezoni 2004/05. Olimpija je osvojila zadnji naslov v sezoni 2006/07, HK Jesenice pa ga držijo od sezoni 2007/08.

#### Avstrijska liga
HK Jesenice so v avstrijsko ligo vstopile v sezoni 2006/07, Olimpija pa v sezono za tem, v kateri je osvojila največji slovenski uspeh lige EBEL z uvrstitvijo v finale. Tudi HK Jesenice so svoj najboljši rezultat lige dosegli v svojem prvenstvo nastopu s petim mestom. 

### Reprezentančni hokej

#### Jugoslovanska reprezentanca
SK Ilrija je leta 1939 kot jugoslovanska reprezentanca nastopila na Svetovnem prvenstvu v švicarskem Zürichu, kjer je s porazi proti Češkoslovaški, Švici in Latviji ter neodločenim izidom proti Belgiji zasedla predzadnje, trinajsto mesto. Istega leta so nastopili še na turnirju v Bukarešti, kjer so dosegli prvo mednarodno zmago Jugoslovanske reprezentance, s 4:2 nad nizozemsko. To je bil edini nastop jugoslovanske reprezentance na turnirju elitne divizije. Ernest Aljančič starejši je nastopil na prvi reprezentančni tekmi proti Avstriji in zabil prvi jugoslovanski (in s tem tudi prvi slovenski) gol. Luce Žitnik je dosegel prvi reprezentančni gol na svetovnih prvenstvih, na tekmi proti Belgiji.
Reprezentanca je petkrat nastopila na olimpijskih igrah, v letih 1964, 1968, 1972, 1976 in 1984. Najboljšo uvrstitev je dosegla leta 1968 z devetim mestom.
Po prvenstvu leta 1939 je reprezentanca še sedemindvajsetkrat nastopila na svetovnih prvenstvih, dvajsetkrat v skupini B, sedemkrat pa v skupini C. Skupno je na svetovnih prvenstvih odigrala 172 tekem, na katerih je dosegel 74 zmag in 25 neodločenih izidov. Rudi Hiti je za reprezentanco nastopil na rekordnih šestnajstih velikih tekmovanjih, njegov brat Gorazd pa na trinajstih. Največ reprezentančnih nastopov je zbral Edo Hafner, 203. Albin Felc je s sedemnajstimi goli najboljši strelec reprezentance na olimpijskih igrah, Zvone Šuvak pa s 74-imi na svetovnih prvenstvih in 123-imi na vseh reprezentančnih tekmah. V reprezentanci je nastopilo 144 slovenskih hokejistov, oziroma 67,7 %, od tega 77 hokejistov Olimpije in 66 Jesenic. 

#### Slovenska reprezentanca
Po razpadu Jugoslavije in njene hokejske reprezentance je novoustanovljena slovenska hokejska reprezentanca prvič zaigrala na Svetovnem prvenstvu 1993 v skupini C, ki je potekalo v Sloveniji. Toda ker sta v tistem času razpadli tudi Sovjetska zveza in Češkoslovaška iz katerih je nastalo več močnih reprezentanc, je potrebovala kar pet let za uvrstitev v skupino B, kar ji je uspelo z drugim mestom na prvenstvu 1997 v Estoniji. 21. aprila 2001 pa si je slovenska reprezentanca z zmago proti reprezentanci Estonije s 16:0 na prvenstvu 2001 D1 v ljubljanski Hali Tivoli prvič zagotovila napredovanje v elitno skupino svetovnega hokeja. Od takrat je petkrat igrala v elitni skupini svetovnega hokeja, kjer je vselej igrala v skupini za obstanek, dvakrat ji je uspelo obstati v elitni skupini, dvakrat pa se je po izpadu z zmago na turnirju D1 leto kasneje ponovno uvrstila v elitno diviziji. 

## Slovenski hokejisti

### NHL
Edina slovenska hokejista, ki sta zaigrala na prvenstvenih tekmah lega NHL, sta Anže Kopitar, ki je debitiral leta 2006 v dresu Los Angeles Kingsov, in Jan Muršak, ki je debitiral leta 2010 v dresu Detroit Red Wingsov. Kar nekaj pa jih je igralo na pripravljalnih oziroma prijateljskih tekmah: Tone Gale, Albin Felc, Ivo Jan starejši, Viktor Tišlar, Rudi Hiti, Tomaž Razingar in Edo Terglav. Na naboru lige NHL so bili do sedaj izbrani Edo Terglav, Jure Penko, Marcel Rodman, Kopitar in Muršak. Ob tem pa je v ligi NHL igralo še večje število igralcev slovenskega rodu, vratar Frank Brimsek, Stan Smrke, John Smrke, Matt Stajan, Ed Kastelic, Greg Kužnik, John Jakopin, Steve Bozek, John Gruden, Les Kuntar, Wade Belak, Randy Velischek, Dean Malkoc, Bill Hajt, Chris Hajt in drugi.

### Evropske lige
Rudi Hiti je igral za kluba HC Alleghe in HC Bolzano v italijanski ligi. Z Bolzanom je trikrat osvojil naslov italijanskega prvakova, sam pa je postal legenda v klubu. Njegovo številko 13 so v Bolzanu upokojili, na njegovi poslovilni tekmi so navijači Bolzana Hitija počastili z napisom v celotni dolžini dvorane v slovenščini »Rudi hvala za vse, kar si naredil za Bolzano«.. V sezoni 1997/98 sta Tomaž Vnuk in Nik Zupančič prestopil v avstrijski klub VEU Feldkirch, s katerim sta osvojila tako naslov avstrijskega državnega prvaka, kot tudi naslov evropskega prvaka in zmagovalca Alpske lige. Skupaj sta prva in za zdaj edina slovenska hokejista z naslovom evropskega klubskega prvaka. Edo Terglav je dolgoletni kapetan kluba HC Briançon v francoski ligi, ki jo je s klubom osvojil v sezonah 2007/08 in 2008/09. Ivo Jan je štiri sezone igral za EC Graz v avstrijski ligi, kjer je eno sezono igral tudi za klub Vienna Capitals. Tomaž Razingar trenutno igral za VSV EC, brata Marcel in David Rodman pa za Vienna Capitals.

### Hram slavnih
V Mednarodni hokejski hram slavnih sta bila do sedaj sprejeta dva slovenska hokejista, Ernest Aljančič starejši leta 2002 in Rudi Hiti leta 2009.
Slovenski hokejski hram slavnih je ustanovila Hokejska zveza Slovenije leta 2007 na slavnostni akademiji ob osemdeseti obletnici začetka igranja hokeja na Slovenskem in petnajsti obletnici slovenske reprezentance. V novoustanovljen hram slavnih so sprejeli prvih šestdeset igralcev, trenerjev, sodnikov in funkcionarjev, ki so zaslužni za razvoj slovenskega hokeja.